# الصحة والتعلق
الصحة والتعلق، هو مفهوم لنموذج نفسي يدرس درجة ارتباط نظرية التعلق بميول الآخرين وتطلعاتهم عند تعرضهم للإجهاد أو التهديد أو الخطر أو الألم. لاحظ طبيب النفس الأمريكي لورانس كولب في عام 1982 أن المرضى الذين يعانون من الألم المزمن قد أظهروا سلوكيات تعلق تجاه مقدمي الرعاية الصحية تشابه ما يمكن أن يظهره الطفل من تعلق تجاه الأشخاص المرافقين له (الآباء والأشقاء والأقارب)، وبالتالي توصل لورانس إلى وسم أحد التطبيقات الأولى لنظرية التعلق بالصحة الجسدية.
أتاح تطوير نظرية «التعلق» في البالغين وتدابير ارتباط البالغين في التسعينيات للباحثين الوسائل لتطبيق نظرية التعلق على الصحة بطريقة أكثر منهجية. ومنذ ذلك الوقت اُستُخدِمَ لفهم الاختلاف في الاستجابة للإجهاد والنتائج الصحية والسلوك الصحي.
في نهاية المطاف، قد يتيح تطبيق نظرية «التعلق بالرعاية الصحية» لممارسي الرعاية الصحية توفير دواء أكثر دقة من خلال خلق فهم أعمق لضيق المريض والسماح للأطباء بتلبية احتياجاتهم وتوقعاتهم بشكل أفضل.

## تاريخ نظرية التعلق

### تعلق الأطفال الرضع
طور كل من جون بولبي وماري أينسورث في ستينيات القرن الماضي نظرية التعلق أثناء التحقيق في آثار حُرمان الأمومة على نشأة الرُضع، كما سمح تطوير «الموقف الغريب» في عام 1965 من قبل ماري أينسوورث وويتيج للباحثين بالتحقيق المنهجي في نظام التعلق الذي يعمل بين الأطفال وآبائهم. يتضمن «الموقف الغريب» فصل الُرضع عن آبائهم ومراقبة سلوكيات الرضيع عند الاجتماع مع آبائهم ثانيةً، إذ يميل سلوك الطفل إلى اتباع الأنماط المُستحدثة وفق ثلاث فئات للتعلق: الآمن والمُتجنب للقلق والمقاوم للقلق، وأضافت إليها أينسوورث في عام 1990 فئة جديدة أيدتها ماري مين؛ سُميت التعلق المشوش/المشتت، وقد اتصف هذا النوع من التعلق بنمط سلوكي أقل مصداقية.
يعتقد بولبي أن التعلق هو المحرك البيولوجي الأساسي للتقرب من مُقدم الرعاية؛ والذي يتحول عبر نمو الأطفال ليشمل أيضاً الدافع النفسي لإيجاد الأمان من خلال تحقيق مسافة شخصية خاصة مع مقدمي الرعاية الذين أطلق عليهم بولبي الأشخاص المرافقين.
تتطور أنماط التعلق غير الآمن للشخصية عندما تكون خبرة مقدمي الرعاية متناقضة أو غير متوقعة، مما يستلزم تطوير استراتيجيات مختلفة لتحقيق شعور الراحة والأمان في إطار العلاقات الشخصية، إذ افترض بولبي علاوة على ذلك أنه من واجب الأشخاص المرافقين تشكيل قاعدة آمنة تسهل استكشاف الطفل للبيئة المحيطة به، كما افترض أن سلوكيات التعلق تُثار من خلال التعرض للإجهاد والخطر أو الألم؛ أو من خلال استرجاع هذه الحالات في الذاكرة.

### تعلق الراشدين
طبق كل من سيندي هازن وفيليب شيفر في أواخر الثمانينيات نظرية التعلق على العلاقات العاطفية للبالغين؛ وذلك بناءً على مراقبة عمليات التفاعل بين الشركاء العاطفيين البالغين، وقد لاحظوا أن الشركاء العاطفيين يفضلوا غالباً أن يبقو قريبين مادياً من بعضهم، ويصيبهم القلق عندما يكونوا منفصلين، كما لاحظوا أن وجود الشريك العاطفي يخفف من حالات التوتر.
طُورت ثلاث طرق رئيسية لقياس تعلق البالغين؛ إذ تختلف أهداف ونسبة تطابق هذه الطرق فيما بينها. يهدف البعض إلى تصنيف أنماط التعلق بينما يهدف البعض الآخر إلى تقييم درجات التعلق الاجتنابي للقلق والتعلق المقاوم للقلق.

## أنماط التعلق
تشير أنماط التعلق إلى أساليب التفكير الخاصة المتعلقة بقدرة الذات والآخرين على مساعدة الفرد في تحقيق الأمان. أشارت الدراسات المطولة إلى أن التعلق مستقر إلى حد ما بين مرحلتي الطفولة والبلوغ، وتُعزى حالات التحول التي تحدث إلى أسباب وجيهة.

### الأمان
يمتلك عادةً الأشخاص ذوو الشخصية المضطربة المتعلقة بالأمان آراءً إيجابية عن أنفسهم وعن الآخرين، فهم يميلون إلى الاتفاق مع عبارات مثل «من السهل نسبياً أن أكون مقرباً عاطفياً من الآخرين، وأنا مُرتاح باعتمادي على الآخرين وجعل الآخرين يعتمدون علي، كما أني لا أقلق من أن أكون وحيداً أو من عدم قبول الآخرين لي».

### عدم الأمان
يميل الأشخاص ذوي الشخصية المضطربة الذين يُعانون من تعلق «القلق-انشغال البال» إلى رؤية أنفسهم بشكل أقل إيجابية من رؤيتهم الآخرين، كما أنهم أكثر عُرضة للقلق الشديد عند ابتعاد شركاءهم المتعلقين بهم عنهم، ولخطر أن يصبحوا أو يظهروا كتابعين. يميل هؤلاء الأشخاص إلى الاتفاق مع عبارات مثل «أريد أن أكون حميمياً مع الآخرين، ولكني غالباً ما أجد الآخرين مترددين في الاقتراب كما أريد» و«أنا غبر مرتاح كوني لا أمتلك علاقات وطيدة، ولكنني أقلق في بعض الأحيان لأن الآخرين لا يقدرونني كما أقدرهم»
يميل الأشخاص ذوي الشخصية المضطربة الذين يُعانون من التعلق «الرافض-الاجتنابي» إلى امتلاك نظرة إيجابية حول أنفسهم ونظرة أقل إيجابية نحو الآخرين، غالباً ما يقدرون الاستقلال بدرجة كبيرة ويشعروا بعدم الراحة أو يرفضوا المواقف التي يصبحون فيها معتمدين على الآخرين. يميل هؤلاء الأشخاص إلى الاتفاق مع عبارات مثل «أنا مُرتاح دون علاقات عاطفية مقربة»، «من المهم للغاية بالنسبة لي أن أشعر بالاستقلال والاكتفاء الذاتي»، و«أنا أفضل عدم الاعتماد على الآخرين أو جعل الآخرين يعتمدون علي»، ويُعتبر هذا الأسلوب نظيراً لأسلوب التعلق المُتجنب للقلق لدى الأطفال.
يميل الأشخاص ذوي الشخصية المضطربة الذين يُعانون من التعلق «الاجتنابي-المذعور» إلى أن يكونوا مُتعارضين، وسلبيين غالباً تجاه ذواتهم وغيرهم أيضاً، كما أنهم يرغبون في إقامة علاقات حميمية لكنهم يشعرون بعدم الارتياح عند اقتراب الآخرين منهم. يميل هؤلاء الأشخاص إلى الاتفاق مع عبارات مثل «أنا لا أشعر بالراحة عند اقترابي من الآخرين. أنا أريد علاقات حميمية مُقربة، لكني أجد صعوبة في الوثوق بالآخرين تماماً أو في الاعتماد عليهم. أشعر بالقلق أحياناً من أن أُصاب نفسياً إذا سمحت لنفسي بالاقتراب كثيراً من الآخرين». الأشخاص الذين يُعانون من فقدان أو صدمة في الطفولة يكونون أكثر عرضة لتطوير هذا النمط من التعلق.

### أنماط التعلق غير الآمن في أُطر الرعاية الصحية
يميل الأشخاص ذوي الشخصية المضطربة الذين يُعانون من تعلق «القلق-انشغال البال» إلى أن يكونوا شديدي اليقظة لعلامات الخطر، وأن يقلقوا أو يهلعوا عند ظهور هذه العلامات. غالباً ما تكون روايات هؤلاء الأشخاص التي يقصونها في المواعيد الخاصة بالرعاية الصحية؛ مليئة بالمشاعر السلبية الكثيفة والمتناثرة نسبياً من ناحية التفاصيل المطلوبة من قبل مقدمي الرعاية الصحية. يمكن اعتبار هذا العرض التقديمي «مُحتاجاً» أو «درامياً».
يؤكد الأشخاص ذوي الشخصية المضطربة الذين يُعانون من التعلق «الرافض-الاجتنابي» على استقلاليتهم وقلة تعبيرهم عن الضيق، كما أنهم يتميزون بالمماطلة في طلب الرعاية الصحية، وقلة إبلاغهم عن الأعراض، والكشف عن معلومات شخصية محددة فقط.
يتجنب الأشخاص ذوي الشخصية المضطربة الذين يُعانون من التعلق «المشوش-المذعور» الرعاية الصحية الروتينية، كما أنهم يتميزون بأزمات التقلب النفسي السلبية الشديدة، إذ يقدموا نتيجةً لشدة التقلب سرداً غير منظماً يصعب تشخيصه وتفسيره على مقدمي الرعاية الصحية.

## نموذج العمل
نماذج العمل، هي تمثيل لمخطط علم النفس الإدراكي أو التركيبة السيكولوجية (غالباً ما تكون اللاوعي)، والتي تشكل أساس تصنيفات التعلق المُختلفة. تتطور نماذج عمل الأطفال مع مرور الوقت بناءً على تجاربهم مع الأشخاص المرافقين. يتم إعداد مخطط علم النفس الإدراكي لتشكيل وجهات نظر الشخصيات المُصابة بالتعلق حول كفاءة ذاتها وكفاءة الآخرين؛ وذلك من أجل خلق حالة من الأمان في أوقات التوتر النفسي.

### نموذج هورويتز وبارثولوميو
اقترح كل من هورويتز وبارثولوميو نموذج عمل وتحققا منه، واستند هذا النموذج على بُعدين؛ رؤية الذات (احترام الذات) ورؤية الآخرين (التواصل الاجتماعي)
- وجهة النظر «الآمنة - الإيجابية» تجاه الذات، ووجهة النظر الإيجابية تجاه الآخرين.
- وجهة النظر «غير المبالية - الإيجابية» تجاه الذات، ووجهة النظر السلبية تجاه الآخرين.
- وجهة النظر «مشغولة البال - السلبية» تجاه الذات، ووجهة النظر الإيجابية تجاه الآخرين.
- وجهة النظر «المذعورة - السلبية» تجاه الذات، ووجهة النظر السلبية تجاه الآخرين.